# Patrick Cohen (pianiste)
Pour les articles homonymes, voir Cohen.
Ne doit pas être confondu avec Patrick Cohen (journaliste).
Patrick Cohen, né en 1964 à Mulhouse, est un pianiste, pianofortiste et pédagogue français.

## Biographie
Patrick Cohen, naît à Mulhouse en 1964, commence le piano à sept ans et y effectue ses études au conservatoire, jusqu'à son premier prix à quinze ans. Il poursuit son cycle à Bâle avec Klaus Linder.
C'est le chef d'orchestre Paul Sacher à Bâle, qui lui fait découvrir le piano-forte et dès 1979, le pianiste alterne entre piano et piano-forte. Dès sa vingtième année (1984), il enseigne d'abord à l'Académie de musique de Bâle, puis le piano-forte au Conservatoire national supérieur de musique de Paris depuis 1995 (à la suite de Jos van Immerseel). Il donne également des classes de maître notamment à Madrid, Londres, Cologne, Graz et à l'Université d'Arizona. Il enseigne le piano-forte des périodes pré-classique, classique et romantique, le Lied et la mélodie avec piano-forte.
Il joue de la musique de chambre avec Gérard Poulet, Barthold Kuijken, Erich Höbarth, Christophe Coin et le Quatuor Mosaïques ; mais collabore également avec Jordi Savall, Rita Streich, Philippe Herreweghe, Ton Koopman et Jaap Schröder et avec les quatuors Talich et Anton, sur piano moderne,.
Parmi les nombreux festivals qui l'ont invité, on trouve le Festival de Bâle, la Roque d'Anthéron, Grenade, Aix-en Provence, Cork, le Mozartwoche et le festival de Salzbourg.
Parmi ses élèves, notamment, Simon Zaoui et Kazuko Hiyama.
Patrick Cohen est un ami du philosophe Michel Onfray, et se réclame de Diogène de Sinope.

## Discographie
Patrick Cohen réalise son premier enregistrement avec la troisième sonate, op. 69 de Beethoven avec le violoncelliste Christophe Coin pour le label Harmonia Mundi. Il a seulement vingt-deux ans.
- Beethoven, Gassenhauer-trio op. 11 ; Trio op. 1 no 3 ; Trio op. posth. 154/WoO 39 - Wolfgang Meyer, clarinette ; Eric Höbarth, violon ; Christophe Coin, violoncelle (avril 1993, Harmonia Mundi HMA1951475)
- Beethoven, Sonates pour piano et violoncelle op. 5 nos 1 & 2 - sur un pianoforte Anton Walter de 1785 ; Christophe Coin, violoncelle (1994, Harmonia Mundi HMC 901179)
- Beethoven, Sonate pour piano et violoncelle, op. 69 ; Variations sur un thème de Haendel, Variations sur la flûte enchantée de Mozart - Christophe Coin, violoncelle (avril 1986, Harmonia Mundi HMA 1901180) (OCLC 45673599)
- Boccherini, Quintettes op. 56 nos 1, 2 & 5, Quintettes op. 57 nos 2, 3 & 6 dédiés à la Nation Française [G.414, 415, 418, 407, 408, 411] - Quatuor Mosaïques (novembre 1989/janvier 1993, 2CD Auvidis / Naïve) (OCLC 611575667)
- Chopin, Mazurkas - sur piano Érard (août 1997, Glossa GCD 920507) (OCLC 838880172)
- Haydn, Six sonates (Hob. XVI:21 à 25) (1993, Valois/Auvidis)
- Haydn, Trios nos 25 à 27  (Hob. XV:12 à 14) pour pianoforte, violon & violoncelle - Erich Höbarth, violon ; Christophe Coin, violoncelle (janvier 1988, Harmonia Mundi  HMC901277)
- Haydn, Trios nos 32 à 37 (Hob. XV:18 à 23) pour pianoforte, violon & violoncelle - Erich Höbarth, violon ; Christophe Coin, violoncelle (mars 1990, 2CD Harmonia Mundi HMC901314 / HMX2968298/99) (OCLC 30144519)
- Haydn, Trios nos 38 à 40  (Hob. XV:24 à 26) pour pianoforte, violon & violoncelle - Erich Höbarth, violon ; Christophe Coin, violoncelle (Harmonia Mundi HMC901514)
- Haydn, Trios nos 43 à 45 (Hob. XV:27 à 29) pour pianoforte, violon & violoncelle - Erich Höbarth, violon ; Christophe Coin, violoncelle (juillet 1995, Harmonia Mundi) (OCLC 233837270)
- Haydn, Trios nos 28 à 30 (Hob. XV:15 à 17) pour pianoforte, flûte & violoncelle - Konrad Hünteler, flûte ; Christophe Coin, violoncelle (juin 1994, Harmonia Mundi HMC901521)
- Jadin, Six sonates pour piano op. 4 et op. 5 - forte-piano Christopher Clarke, 1986 d'après Walter, c.1800 (mars 1994, Valois V 4689)
- Jadin, Quatre sonates pour piano op. 3 nos 1 & 2 et op. 6 nos 2 & 3 (1996, Valois V 4777)
- Mendelssohn, Sonates pour violoncelle et piano - Christophe Coin, violoncelle (20-23 novembre 1989, Decca/L'Oiseau Lyre 430 245-2)
- Mozart, Concertos pour piano nos 6, 9, 20 & 21 - Ensemble baroque de Limoges, dir. Christophe Coin (5 avril 1996, 2CD Astrée/Auvidis E 3006-2)
- Mozart, Sonates pour piano et violon - Erich Höbarth, violon (janvier 1995, Astrée/Auvidis)
- Mozart, Trio « Les quilles » KV. 498 - Wolfgand Meyer, clarinette ; Anita Mitterer, alto (novembre 1992, Astrée/Auvidis E 8736)
- Satie, Pièces pour piano - sur piano Érard c.1855 (décembre 1997, Glossa GCD P30508)[9],[10]
- El último adiós : Pièces pour piano de Marcial del Adalid, Martín Sánchez Allú, Teobaldo Power, Adolfo de Quesada et Eduardo Ocón - sur piano Érard, 1855-1860 (avril 1995, Glossa GCD 920501)[11] (OCLC 719496672)